# 杨立
杨立（1928年—），男，浙江宁波人，中华人民共和国政治人物。第七届全国人大代表。

## 生平
早年曾在华北联合大学学习。1949年加入中国共产党。历任广东省人民政府秘书处副处长、省经济工作办公室副主任，广东省人民政府办公厅主任、副秘书长，广东省副省长、省第七届人大常委会副主任。

## 延伸阅读
[在维基数据编辑]